# Édouard Boschey
Édouard Boschey (* 1907 in Ostende, Belgien; † 1988) war ein belgisch-schweizerischer Maler der Art brut.

## Leben und Werk
Édouard Boschey wurde in Ostende, Belgien, geboren. Sein Vater starb während des Ersten Weltkriegs und Édouard wurde als Flüchtling in die Schweiz geschickt. Er wurde von einer Familie in Glovelier im Jura aufgenommen und besuchte dort die Grundschule, bevor er auf dem Familienbetrieb zu arbeiten begann. Nach dem Tod seiner Pflegeeltern musste er 1945 den Bauernhof verlassen. Er baute sich eine Hütte im Wald, wo er fast wie ein Einsiedler von seiner Arbeit als Holzfäller und von gelegentlichen anderen Beschäftigungen lebte.
Etwa im Alter von fünfundsechzig Jahren begann Boschey, in Holz und Wurzeln zu schnitzen und auch zu zeichnen. Zu dieser Zeit lebte er wegen seines sich verschlechternden Gesundheitszustands in einem Altersheim. In den letzten Jahren seines Lebens hörte er mit dem Schnitzen auf, zeichnete aber weiter. Er verwendete kleines Papier, dessen Ecken er zum Teil mit einer Schere abrundete. Seine Werke zeigen eine farbenfrohe Welt, in der sich pflanzliche Elemente und geometrische Formen, kleine Gebäude und der Sternenhimmel ineinander verschlingen.
Werkgruppen von Boschey befinden sich unter anderem in der Collection de l’Art Brut in Lausanne und im Museum im Lagerhaus in St. Gallen.

## Ausstellungen (Auswahl)
- 2015–2016 Architectures,  Collection de l’Art Brut, Lausanne.[3]